# 1500 en arts plastiques
| Années des arts plastiques : 1497 - 1498 - 1499 - 1500 - 1501 - 1502 - 1503    |
| Décennies des arts plastiques : 1470 - 1480 - 1490 - 1500 - 1510 - 1520 - 1530 |

Cette page concerne l'année 1500 en arts plastiques.

## Naissances
- 1er novembre : Benvenuto Cellini, orfèvre et sculpteur florentin († 13 février 1571),
- ? :
  - Giovanni Battista del Tasso, maître-graveur sur bois, sculpteur et architecte italien († 8 mai 1555),
  - Camillo Filippi, peintre italien († 1574),
  - Girolamo Mazzola Bedoli, architecte et peintre maniériste italien († 1569).
  - Callisto Piazza, peintre italien († 1561),
  - Hans Sebald Beham, illustrateur et graveur allemand († 22 novembre 1550),
  - Diogo de Torralva, sculpteur et architecte († 1566).
- Vers 1500
  - Henri Bles, peintre d'origine mosane († vers 1555),
  - Juan de Borgoña le jeune, peintre espagnol († 1565),
  - Francisco de Comontes, peintre espagnol († 10 février 1565),
  - Geoffroy Dumonstier, peintre, décorateur et graveur français († 13 octobre 1573),
  - Hans Glaser, graveur et imprimeur allemand († 1573),
  - Martín Gómez le Vieux, peintre espagnol († 1562),
  - Nicolas Hogenberg, graveur flamand († 1539),
  - Wolfgang Krodel, peintre allemand († vers 1561),
  - Luca Monverde, peintre italien († vers 1526),
  - Ligier Richier, sculpteur français († 1567).